# Pascalov puž
Pascalov puž ili Limacon (nazvan po Étienneu Pascalu (1588. – 1651.), ocu Blaisea Pascala) je konhoida kružnice, algebarska ravninska krivulja četvrtoga reda koja nastaje kada se s vanjske strane produlji ili skrati radijvektor kružnice koji vrškom ispisuje krivulju dok jedna kružnica obilazi drugu, jednaku kružnicu. U pravokutnom Kartezijevu koordinatnom sustavu određena je jednadžbom: {\displaystyle (x^{2}+y^{2}-ax)^{2}=l^{2}(x^{2}+y^{2}).}, u polarnom koordinatnom sustavu jednadžbom {\displaystyle r=a\cos {\theta }+l}, gdje je {\displaystyle a} promjer kružnice, a l udaljenost krivulje od kružnice za {\displaystyle y=0}. Poseban je slučaj Pascalova puža, kada je {\displaystyle a=l}, kardioida. Površina Pascalova puža dana je formulom: {\displaystyle P={\frac {(\pi a^{2})}{2}}+l^{2}\pi }; u slučaju kad je {\displaystyle a>l} površina unutarnje petlje računa se dvaput.